# 231379 Jonhandiboe
231379 Jonhandiboe è un asteroide della fascia principale esterna. Scoperto nel 2001, presenta un'orbita caratterizzata da un semiasse maggiore pari a 3,131009 UA e da un'eccentricità di 0,075187, inclinata di 5,311839° rispetto all'eclittica.
Jon D. Handiboe è uno specialista statunitense di sicurezza e strutture IT. Ha ricoperto il ruolo di responsabile delle tecnologie informatiche e della sicurezza per il settore della esplorazione spaziale del laboratorio di fisica applicata della Johns Hopkins University durante la missione New Horizons della NASA.